# فهرست پررفت‌وآمدترین فرودگاه‌ها در بلژیک
این مقاله مربوط به فهرست پررفت‌وآمدترین فرودگاه‌ها در بلژیک است.

## ۲۰۱۲
| رتبه | فرودگاه                        | مجموع مسافران | تغییر سالانه | تغییر رتبه |
| ---- | ------------------------------ | ------------- | ------------ | ---------- |
| ۱    | فرودگاه بروکسل                 | ۱۹٬۰۷۱٬۲۸۸    | ۰٫۹٪         | بی‌تغییر    |
| ۲    | فرودگاه بروکسل جنوب شرلروآ     | ۶٬۵۰۵٬۳۶۱     | ۱۰٫۵٪        | بی‌تغییر    |
| ۳    | فرودگاه لیژ                    | ۲۹۶٬۴۱۱       | ۲٫۲٪         | بی‌تغییر    |
| ۴    | فرودگاه بین‌المللی اوستند-بروگس | ۲۱۹٬۵۰۴       | ۱٫۷٪         | بی‌تغییر    |
| ۵    | فرودگاه بین‌المللی آنتورپ       | ۱۱۰٬۳۲۰       | ۴٫۴٪         | بی‌تغییر    |